# Q Hall of Fame
O Q Hall of Fame Canada, também conhecido como Queer Hall of Fame, foi um hall da fama canadense dedicado a comemorar a história da comunidade lésbica, gay, bissexual e transgênero no Canadá. Eles homenagearam aqueles que foram pioneiros dos direitos humanos e documentaram as realizações e a vida dessas pessoas. Com sede em Vancouver, Colúmbia Britânica, o Q Hall of Fame era uma organização federal sem fins lucrativos registrada de forma independente junto ao Ministro da Indústria do Canadá.

## História
O Q Hall of Fame Canada foi criado em 2009 pelo fundador e presidente Paul Therien. Foi em resposta ao que ele percebeu ser uma falta de reconhecimento para as pessoas que tiveram um grande impacto na vida dos canadenses LGBTQ através de sua dedicação aos direitos humanos. É uma entidade independente e não está associada diretamente à Qmunity em governança ou gestão. Na cerimônia inaugural do Q Hall of Fame, conhecido como Q Ball, Qmunity foi o "beneficiário selecionado" dos lucros de 2009 e "um possível futuro lar das memorabilia do salão", porém uma mudança recente no mandato do Hall da Fama alterou isso.
Os indicados para o Q Hall of Fame são selecionados por meio de um processo de indicação pública. Os indicados são geralmente membros da comunidade LGBT, embora aliados heterossexuais que desempenharam papéis proeminentes na proteção ou no avanço dos direitos de igualdade LGBT no Canadá – como o ex-primeiro-ministro Pierre Trudeau – também possam ser homenageados.
Na cerimônia de posse de 2009, o artista Robert Kaiser (também conhecido como Joan-E) foi o primeiro a entrar no Hall da Fama, e foi seguido pelo medalhista de ouro olímpico Mark Tewksbury, chefe do Canadian Drag Court Ted Northe, a autora e livreira Janine Fuller  e o ex-primeiro-ministro Pierre Trudeau, por seu papel na descriminalização da homossexualidade no Canadá.
Realizado a cada dois anos, o Q Ball foi realizado em Vancouver em 2009 e novamente em 2011. Em 2013 o Q Ball será realizado em Toronto, cumprindo a exigência de que o evento seja acessível a todos os canadenses. Todas as nomeações são analisadas por um comitê de seleção independente composto por membros da comunidade de todo o Canadá. As identidades dos membros do comitê de seleção são mantidas estritamente confidenciais para garantir que permaneçam o mais imparciais possível na análise das nomeações.

## Homenageados

### 2009
- Janine Fuller[6][7]
- Robert Kaiser[6][7]
- Ted Northe[6][7]
- Mark Tewksbury[6][7]
- Pierre Trudeau[6][7]

### 2011
- Rick Bébout[8]
- Karen Busby[8]
- Jeremy Dias[8]
- Dogwood Monarchist Society[8]
- Gens Hellquist[8]
- k.d. lang[8]
- Kevin Dale McKeown[8]
- NiQ[8]
- Cynthia Petersen[8]
- Mirha-Soleil Ross[8]
- Delwin Vriend[8]
- Garth Wiens[8]

### 2013
- Jack Layton
- Marie Robertson
- Jane Rule
- Barbara Snelgrove[9]
- Darrin Hagen
- Rev. Brent Hawkes
- Harold Desmarais